# 英国广播公司国际媒体观察部
英國廣播公司國際媒體觀察部（英語： / 縮寫：），曾用名“英國廣播公司監聽部”，是隸屬於英國廣播公司的一個部門，其職責是利用公開來源情報監控和報導全球大眾媒體。國際媒體觀察部的總部與英國廣播公司一樣同位於英國倫敦的新廣播大樓，同時還在開羅、德里、伊斯坦堡、耶路撒冷、基輔、邁阿密、內羅畢、拉馬拉、塔什幹和第比利斯等地設有海外分部。
英國廣播公司國際媒體觀察部的信號站位於南牛津郡的克勞斯利公園，這裡距離國際媒體觀察部1943年至2018年所使用的前總部所在地凱維森公園不遠。 而國際媒體觀察部在1939年至1943年所使用的首個總部則位於伍斯特郡的伍德諾頓大廳。
國際媒體觀察部從150個國家的廣播電台、電視台、報社、新聞社及在線媒體中選擇和翻譯多達100種語言的資訊。此服務所產生的報告供英國政府及如黑天技術、牛津分析、新聞調查局、利物浦約翰摩爾斯大學等商業機構使用。

## 發展歷史
英國廣播公司監聽部成立於1939年，其最初宗旨是為英國政府提供接觸外國媒體及進行政治宣傳的渠道。 它在第二次世界大戰期間為英國政府提供了許多寶貴資訊，特別是一些禁止外國記者進入的地方。而在隨後的發展中，它繼續為國際政治分析家們持續提供了諸如有關冷戰、鐵幕瓦解及蘇聯解體期間的相關資訊。而在此後的南斯拉夫內戰及中東系列戰爭中，英國廣播公司監聽部也發揮了重大作用。同時，英國廣播公司監聽部與中央情報局外國廣播資訊處有過長達七年的合作。

## 資金來源
儘管英國廣播公司國際媒體觀察部在行政管理及編輯編制上屬於英國廣播公司的一部分，但直至2013年，國際媒體觀察部都未從英國廣播公司收取的授權費中獲得任何資助； 相反，其主要收入來源其利益相關者以及世界各地官方和商業機構的服務訂閱費用。它主要的利益相關者為英國內閣辦公廳，同時也收到來自外交、聯邦及發展事務部、國防部及英國廣播公司國際部的訂閱。 其他客戶還包括其他政府部門、私營部門及第三部門等組織。
2010年，作為電視授權費和解協議的一部分，英國廣播公司承諾從2013至2014財年開始承擔政府對國際媒體觀察部的資助； 而英國廣播公司同時發現他們此後每年要從授權費中支付2,500萬英鎊給國際媒體觀察部。 而根據BBC新聞在2011年1月17日的報導稱，國際媒體觀察部為應對在未來兩年被削減300萬英鎊預算而宣佈裁減72個崗位。 時任國際媒體觀察部總監的克里斯·韋斯科特（Chris Westcott）表示，“遺憾的是，考慮到資金削減的規模，減少服務和關閉崗位是不可避免的。” 該計劃試圖通過關閉72個崗位（約佔僱員總數16%）來削減300萬英鎊的服務成本，但同時預計將新設立18個崗位。而作為和解協議的一部分，英國廣播公司除了承諾為國際媒體觀察部提供資金並將彩色電視許可費在未來六年固定為145.50英鎊外，還承諾將從2014年接管原本受外交、聯邦及發展事務部的國際部。英國國會下議院的外交委員會和國防委員會在2016年年底分別發表了報告，就削減國際媒體觀察部的資金表示擔憂，認為這將導致其監控能力的下降。 兩個委員會都要求提供適當的資金以確保國際媒體觀察部的未來。

## 歷任總監
| 姓名            | 履職時間            |
| --------------- | ------------------- |
| 莉茲·豪厄爾     | 2019年3月迄今       |
| 薩拉·貝克       | 2016年2月—2019年3月 |
| 盧西奧·梅斯基塔 | 2015年3月—2016年2月 |
| 克里斯·韋斯科特 | 2003年4月—2015年3月 |
| 安德魯·希爾斯   | 1996年—2003年4月    |